# Škoda Rapid (2012)
A Škoda Rapid egy kompakt autómodell, amely 2012-ben azért jelent meg, hogy enyhítse a Fabia és Octavia típusok közötti szakadékot. 2019-ben leváltották a valamivel feljebb pozicionált Scalával.

## Tanulmányautók
2011-ben, a Škoda és a Volkswagen együttműködésének huszadik évfordulójára rendezett ünnepségen mutatták be a Rapid két előfutárát, a ferde hátú Vision D és a lépcsőshátú Mission L tanulmányokat.
A Vision D tanulmány volt hosszú idő után az első Škoda, amelyben igen sok a markáns, éles vonal. Az utastérben a cseh hagyományokra utaló kristályüveget alkalmaztak. Thomas Ingenath helyett 2008-ban Jozef Kabaň lett a Škoda tervezőfőnöke, aki az új Bugatti Veyron tervezésében is részt vett. Az ő feladata volt, hogy olyan autót tervezzen, amely méretben a Fabia és Octavia közé illeszkedne. A sorozatgyártásba kerülő kompakt típus elődjét Mission L néven ismerhették meg 2011-ben. Ekkor az indiai piacon már árusítottak Rapid nevű modelleket, a négy és fél méter hosszú Mission L prototípus volt a leendő európai változat.

## Gyártás
A lépcsőshátú, a Mission L-re épülő Rapid gyártását 2012 nyarán kezdték meg Pozsonyban.

## Rapid Spaceback
A Škoda Rapid Spaceback a Rapid ferde hátú karosszériájú változata. Csomagtere 415 literes, a hátsó ülések lehajtásakor 1380. A csomagtér méretét úgy is lehetséges növelni, hogy csak az egyik hátsó ülést hajtjuk le. Van benne kulcs nélküli indítási rendszer, 6 és fél col átmérőjű érintőképernyő Amundsen navigációval. Tolatókamera és a vezető fáradtságát észlelő rendszer is jár hozzá. A Škoda a jelmondatának használt Simply Clever megoldások közé sorolja a szélvédőn található parkolójegy tartó csipeszt, valamint a belső térben található palacktartót, esernyőtartót, és a középső kartámaszba ágyazott pohártartókat. Kristályfehér, lézerfehér, holdfehér, ezüstszürke, capuccino-bézs, ezüstszürke, sötétszürke, rallyzöld, latinvörös, Pacific-kék, juharbarna, delfinkék, versenykék és feketemágia fantázianevű színekben kapható, ebből az utolsó gyöngyházfényű, a többi négy kivétellel (kristályfehér, lézerfehér, latinvörös, Pacific-kék) metál fényezésű.

### Felszereltségek
A legalacsonyabb felszereltség neve Active. Az Active modellek kerekei 15 colos acél tárcsájúak. Kizárólag az első ablakok vezérelhetők elektromosan. A vezetőülés állítható magasságú, hátul az üléstámlák dönthetők. Érintőképernyő helyett még csak autósrádiót tartalmaz. A középkonzolon 12 voltos csatlakozó található. A visszapillantó tükrök az autó belsejéből állíthatók. Ködlámpa csak hátul van. Tartalmaz továbbá fordulatszámmérőt, három hátsó fejtámlát, négy hangszórót, klímát és központi zárat.
Az Active-ot az Ambition követi a sorban, amelynek már az elején is vannak ködlámpái. Az Ambitionhez alapfelszereltséggel jár az Active-hoz extraként rendelhető bőr kormánykerék. Első ülésfűtés és hátsó parkolóradar is kerül bele. A Best szinten már Bluetooth-alapú telefonkinagosító is jár hozzá, illetve a multifunkcionális érintőképernyőért nem kell felárat fizetni. A Style nem a Best felett, hanem vele egy szinten helyezkedik el, az Ambitionhöz képest eltér a klímarendszere, valamint hátul is elektromos mozgatásúak az ablakok. Az anyósülés magassága is állítható.